# 9628 Sendaiotsuna
9628 Sendaiotsuna este un asteroid din centura principală de asteroizi.

## Descriere
9628 Sendaiotsuna este un asteroid din centura principală de asteroizi. A fost descoperit pe 16 iulie 1993 la Observatorul Palomar de Eleanor Francis Helin. Asteroidul prezintă o orbită caracterizată de o semiaxă mare de 2,61 ua, o excentricitate de 0,20 și o înclinație de 12,4° în raport cu ecliptica.